# Kocz (statek)

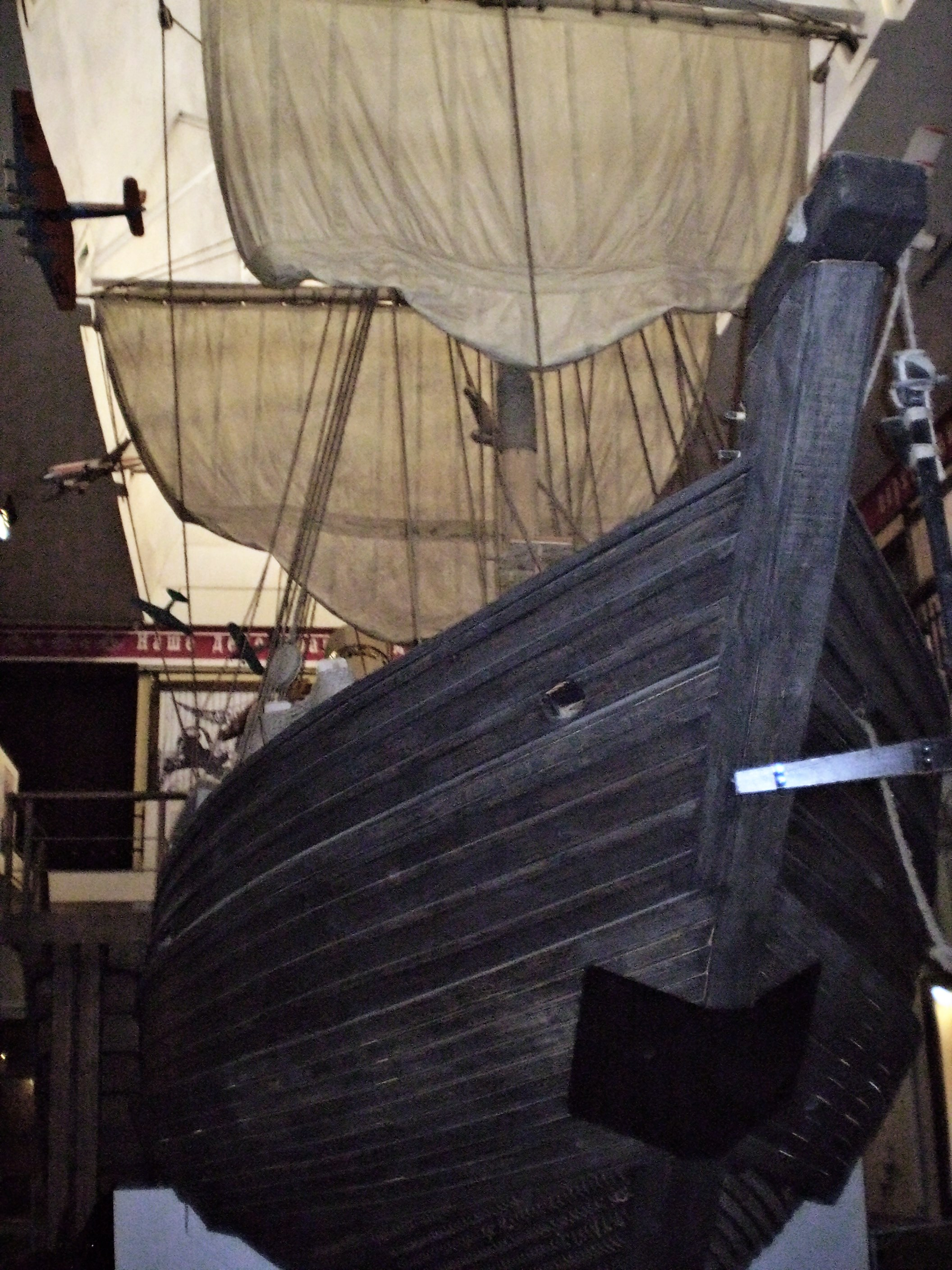
XVII w wieczny kocz który znajduje się w muzeum w Krasnojarsku

Kocz to rodzaj niewielkiego, jednomasztowego, jednopokładowego statku wiosłowo-żaglowego o długości od 10 do 25 metrów, przystosowanego do żeglugi w warunkach silnego zalodzenia na morzach przyległych do lub badących częścią Oceanu Lodowatego Północnego i będącego w użyciu w północnej Rosji od XII do XIX wieku.
Ten typ statku wynaleźli przypuszczalnie Pomorcy zamieszkujący wybrzeża Morza Białego w czasach przed włączeniem tych ziem do Rosji. Konstrukcja charakteryzowała się obłością kadłuba poniżej linii wodnej (dzięki czemu napierające lody nie zgniatały statku, a wypychały go do góry) i jego wzmocnieniem dodatkowym poszyciem z desek dębowych. Dno posiadało dodatkowy kil służący do przeciągania jednostki po powierzchni lodu, a do wyposażenia należały ręczne wyciągarki do lekkich kotwic, które można było łatwo dowieźć do krańca pola lodowego dla umożliwienia ściągnięcia statku z lodu na otwartą wodę.
Załoga 10–15 ludzi, zanurzenie 1–1,5 metra, ładowność do 30 ton, prędkość na żaglach 6–7 węzłów. Ożaglowanie rejowo-kliwrowe. Ster prostokątny, łatwo podnoszony, z długim rumplem.
Kocze odegrały znaczną rolę przy eksploracji Przejścia Północno-Wschodniego przez Rosjan w XVI i XVII wieku. W szczytowym okresie po morzach Północy żeglowało blisko 7500 tych statków.